# Adineta bartosi
Adineta bartosi is een raderdiertjessoort uit de familie Adinetidae. De wetenschappelijke naam van deze soort is voor het eerst geldig gepubliceerd in 1960 door Wulfert.